# 連盟 (ポーランド)

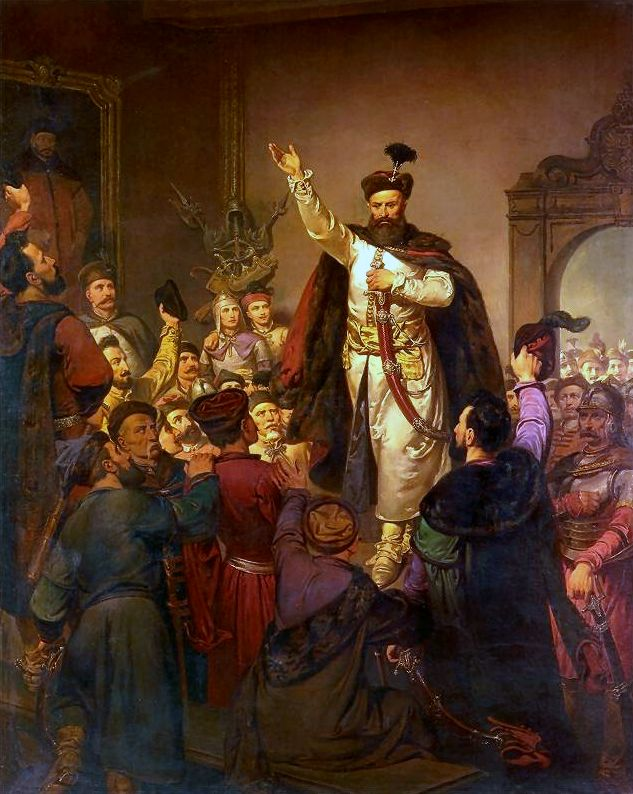
1655年のティショフツェ連盟の宣誓 、ヴァレリ・エリャシュ＝ラジコフスキ画

連盟（ポーランド語：konfederacja、コンフェデラツィア）はある決まった目的を達成するためにポーランド・リトアニア共和国のシュラフタ（貴族）、聖職者、都市、軍隊により結成されたアドホック（特定の目的のため）な団体で、認知された悪弊や王権などの権力による不法行為の是正を意図して、武装した反乱の形態をとることもしばしばあった。そうした連盟は国家権力の代わりに、もしくは、国家へ自らの要求を押し通すために行動した。これらは、共和国における直接民主制と抵抗権の主要な表現であり、シュラフタが不満や国家の中央権力に反対して行動する方法であったと考えられる。

## 歴史と機能
13世紀後半に、都市の連盟が、公共の安全への支持と横行する強盗からの安全の保障をもたらすことを目的として現れ、1298年に、いくつかの都市（ヴィエルコポルスカのポズナン、ピズドリ、グニェズノ、カリシュ）からなる最初の連盟が結成された。シュラフタの連盟が、中央権力に対し向けられたもので、1352年に、最初のこのような連盟が現れた。空位期の間に、連盟（特に警戒委員会）が、活動停止中の宮廷になり替わり、国内秩序を守り、外部の脅威から国家を守るために結成された。連盟は1576年からすべてのポーランド王が誓うヘンリク条項を通じてポーランド法において、抵抗権として認められていた。もし国王がシュラフタの権利と特権を認めなかったり、乱用したりする場合、シュラフタには、もはや国王に従う義務はなく、国王に対し不服従である合法的権利を持っていた（1501年のミェルニクの特権で定められた規則、articulus de non praestanda oboedientiaにおいて）と述べられている。
17世紀に入るとともに、連盟は共和国の政界を構成する一層重要な要素となっていた。17，8世紀において、連盟はマグナートにより組織され、親もしくは反国王派のどちらかであった。国王によって認められない連盟はロコシュ（反乱）とみなされたが、最終的に国王に認められたロコシュもあり、時には国王自身が参加することすらあった。多くの親国王派連盟はたいてい反国王派のものに呼応するように結成され、1710年、1717年、および1735年に開催されたもののように、臨時の議会（セイム）の形式を執るものもあった。
連盟はたいてい国内の一地域で結成され、共和国の県のほとんどもしくはすべてが参加する「総連盟」へと拡張することができた。しかし、そのような総連盟でさえ、ポーランド王国王冠領とリトアニア大公国とに別個で結成されるものであった。
おのおのの連盟はその目的を説明する重要な文書、連盟の決議文として知られるものを持っており、それらは法廷（たいてい連盟が結成された地域の地方法廷）に預けられていた。連盟参加者の追加された決議、サンクティアとして知られるものもまた、法廷に預けられるものであった。連盟の一員は自由意志を持ち、誓約を要求される。連盟の執行部門はそれぞれkonsyliarz konfederacjiとして知られる司令官と顧問団により率いられていた。司令官および関連するkonsyliarzeはgenerality(generalność)として知られていた。また、連盟には議会（walna rada）に似た大会議があり、多数決により議決を採っていた。18世紀中頃まで、会議の決議は全会一致でなければならなかったが後に、多数決がより一般的になった。連盟の軍事指揮長官regimentarzeとして知られていた。
また18世紀には、「連盟議会」として知られる制度が発達した。これは連盟の支配下で開催される議会のことであった。その第一の目的は、この時代拒否権により麻痺することの多かった国家のセイム（議会）と違い、リベルム・ヴェトによる混乱に対し容易に左右されることを回避するためであった。時折、連盟議会は国家のセイムを構成する全員によって開催された。それゆえ、その場においてはリベルム・ヴェトは行使されえなかった。
連盟は1717年の法により禁じられたが、活動を続けており、共和国の中央権力の弱体化を示す兆候であった。連盟は5月3日憲法（1788年‐1792年の4年議会で採択された。この議会自体が連盟議会であった。）により再び廃止された。しかし実際には禁令は遵守されなかった。5月3日憲法は、ロシア帝国ときびしい脅迫を受けて最終的に参加したスタニスワフ2世アウグスト国王に支持されたポーランドのマグナートによるタルゴヴィツァ連盟によって、1792年中頃に廃止された。次のロシアの軍事介入は（連盟参加者を驚かせ）1793年の第2次ポーランド分割をもたらした。ポーランド王国総連盟が1812年にナポレオンのロシアに対する遠征のためにワルシャワで結成されたことが、連盟の最後の一例となった。